# Championnat de France masculin de handball de deuxième division 1999-2000
Navigation
Division 2 1998-1999 Division 2 2000-2001
Le Championnat de France masculin de handball de deuxième division 1999-2000 est la quarante-huitième édition de cette compétition et la sixième édition depuis que la dénomination de Division 2 a été posée.
À l'issue de la saison, le GFCO Ajaccio, champion de France, et l'Angers Noyant Handball sont promus en Division 1. Le Marseille OM 13 CR dépose le bilan et aucun autre club n'est relégué.

## Classement
Le classement final est :
|    | Équipe                        | Pts | J  | G  | N | P  | Bp  | Bc  | Diff | Dép |
| -- | ----------------------------- | --- | -- | -- | - | -- | --- | --- | ---- | --- |
| 1  | GFCO Ajaccio                  | 62  | 26 | 17 | 2 | 7  | 649 | 603 | 46   | 2   |
| 2  | Angers Noyant Handball        | 62  | 26 | 15 | 6 | 5  | 609 | 560 | 49   | -2  |
| 3  | Real Villepinte Vert Galant P | 58  | 26 | 14 | 4 | 8  | 642 | 619 | 23   | -   |
| 4  | Massy Essonne Handball R      | 55  | 26 | 14 | 1 | 11 | 601 | 574 | 27   | 6   |
| 5  | ES Besançon                   | 55  | 25 | 13 | 4 | 8  | 539 | 530 | 9    | -6  |
| 6  | Billère Handball P            | 53  | 26 | 12 | 3 | 11 | 558 | 576 | -18  | -   |
| 7  | HBC Villefranche-sur-Saône    | 52  | 26 | 12 | 2 | 12 | 642 | 614 | 28   | -   |
| 8  | USAM Nîmes Gard               | 51  | 25 | 12 | 2 | 11 | 561 | 531 | 30   | 3   |
| 9  | SMEC Metz P                   | 51  | 25 | 11 | 4 | 10 | 578 | 567 | 11   | -3  |
| 10 | Marseille OM 13 CR            | 47  | 26 | 10 | 1 | 15 | 544 | 600 | -56  | 2   |
| 11 | Aix UC                        | 47  | 25 | 10 | 2 | 13 | 558 | 579 | -21  | -2  |
| 12 | Villeurbanne HBC              | 42  | 25 | 7  | 3 | 15 | 564 | 596 | -32  | -   |
| 13 | HBC Gien Loiret               | 41  | 25 | 6  | 4 | 15 | 609 | 662 | -53  | -   |
| 14 | Villemomble Handball          | 40  | 26 | 5  | 4 | 17 | 544 | 587 | -43  | -   |

Légende
- Promu en Division 1
- Relégué en Nationale 1 (aucun)
- Dépôt de bilan
- R : Relégué de Division 1 en début de saison[2]
- P : Promu de Nationale 1 en début de saison